# تشي علي
تشي علي (بالإنجليزية: Chi Ali)‏ هو رابر أمريكي، ولد في 27 مايو 1976.

## وصلات خارجية
- تشي علي على موقع IMDb (الإنجليزية)
- تشي علي على موقع ميوزك برينز (الإنجليزية)
- تشي علي على موقع أول ميوزيك (الإنجليزية)
- تشي علي على موقع ديسكوغز (الإنجليزية)
- تشي علي على موقع قاعدة بيانات الفيلم (الإنجليزية)